# Нгаиссона, Патрис-Эдуар

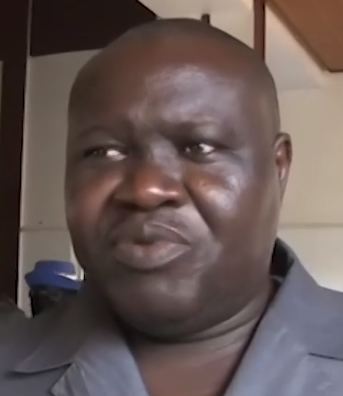

Патрис-Эдуар Нгаиссона (фр. Patrice-Edouard Ngaissona; род. 30 июня 1967, Бегуа, префектура Омбелла-Мпоко) — центральноафриканский бизнесмен, политический и общественный деятель, футбольный функционер. Занимал должности президента Центральноафриканской федерации футбола, министра спорта ЦАР, входил в исполнительный комитет Африканской конфедерации футбола. Один из лидеров вооружённого христианского ополчения Антибалака, подозревается в совершении военных преступлений, находится под юрисдикцией Международного уголовного суда.

## Биография
Патрис-Эдуар Нгаиссона родился 30 июня 1967 года в пригороде Банги, Бегуа. Он происходит из скромной семьи, его отец, Раймон Нгаиссона, работал государственным служащим. Патрис-Эдуар учился в техническом колледже сельского развития Нгулинга в Гримари, префектура Уака, где получил специальность инженера лесного и водного хозяйства. В 2000 году он, будучи уже бизнесменом, был арестован по обвинению в отмывании денег вместе с тогдашним министром финансов Эриком Соронгопом. Вскоре Нгаиссона был отпущен на свободу. После того, как к власти в результате вооружённого переворота пришёл Франсуа Бозизе, Нгаиссона стал одним из видных его сторонников и способствовал избранию Бозизе президентом в 2005 году.
Нгаиссона был президентом столичного футбольного клуба СКАФ. В 2007 году Нгаиссона он был выбран на пост президента Центральноафриканской федерации футбола. За время его работы сборная ЦАР выиграла Кубок КЕМАК в 2009 году, а в 2013 году дошла до финала. С 2005 года Нгаиссона был членом парламента от 4-го округа Банги, занимал должности казначея и заместителя председателя финансового комитета. В начале 2013 года он несколько месяцев занимал пост министра по делам молодёжи и спорта в правительстве Франсуа Бозизе.
После свержения Бозизе в марте 2013 года Нгаиссона вместе с другими сторонниками бывшего президента создал вооружённое христианское ополчение для противодействие мусульманской группировке Селека самопровозглашённого президента Мишеля Джотодия. Организация получила название Антибалака, с конца 2013 года Нгаиссона возглавлял группировку внутри организации, состоящую из бывших офицеров спецслужб и личной охраны свергнутого президента. В 2014 году Нгаиссона официально стал координатором Антибалаки. В феврале того же года он был арестован в Браззавиле и передан жандармерии ЦАР, уже в апреле был отпущен под судебный надзор. Правозащитная организация Аль-Вида обвиняла Нгаиссона и его повстанцев в совершении военных преступлений и преступлений против человечности в первые годы гражданской войны в ЦАР.
Во второй половине 2014 года Нгаиссона объявил об отказе от вооружённой борьбы и создании политической партии — Центральноафриканской партии за единство и развитие. В 2015 году он дистанцировался от Бозизе и пытался выдвинуть свою кандидатуру на пост президента ЦАР, но конституционный суд запретил ему участвовать в выборах. По результатам всеобщих выборов 2016 года сторонники Нгаиссона получили 7 мест в парламенте. Также Нгаиссона выступал на выборах в поддержку Фостена-Арканжа Туадера, который был избран президентом.
Несмотря на свою скандальную репутацию и обвинения в совершении военных преступлений, в июле 2017 года Нгаиссона возглавил УНИФФАК, а в феврале 2018 года был избран в исполнительный комитет Африканской конфедерации футбола. На выборах он победил бывшего футбольного судью из Габона Пьерра-Алена Мунгенгуи, получив 30 голосов против 23.
В первой половине декабря 2018 года Нгаиссона был арестован в Париже, где проживают его жена и дети, по запросу Международного уголовного суда (МУС). Ему были предъявлены обвинения в совершении военных преступлений и преступлений против человечности в период с сентября 2013 по декабрь 2014 года. В постановлении об аресте утверждалось, что группировка Нгаиссона подозревается в совершении по меньшей мере одной атаки против мусульманского населения и сторонников Селеки. В январе 2019 года он был экстрадирован в Гаагу под юрисдикцию МУС.